# 道茲 (愛荷華州)
道茲（英語：Douds）是位於美國愛荷華州范布倫縣的一個人口普查指定地區。

## 人口
根據2010年美國人口普查的數據，道茲的面積為5.99平方千米，當中陸地面積為5.73平方千米，而水域面積為0.26平方千米。當地共有人口156人，而人口密度為每平方千米26.04人。